# HBQ1
HBQ1 (англ. Hemoglobin subunit theta 1) – білок, який кодується однойменним геном, розташованим у людей на короткому плечі 16-ї хромосоми. Довжина поліпептидного ланцюга білка становить 142 амінокислот, а молекулярна маса — 15 508.
| 10         |  | 20         |  | 30         |  | 40         |  | 50         |
| ---------- |  | ---------- |  | ---------- |  | ---------- |  | ---------- |
| MALSAEDRAL |  | VRALWKKLGS |  | NVGVYTTEAL |  | ERTFLAFPAT |  | KTYFSHLDLS |
| PGSSQVRAHG |  | QKVADALSLA |  | VERLDDLPHA |  | LSALSHLHAC |  | QLRVDPASFQ |
| LLGHCLLVTL |  | ARHYPGDFSP |  | ALQASLDKFL |  | SHVISALVSE |  | YR         |

A: Аланін

C: Цистеїн

D: Аспарагінова кислота

E: Глутамінова кислота

F: Фенілаланін

G: Гліцин

H: Гістидин

I: Ізолейцин

K: Лізин

L: Лейцин

M: Метіонін

N: Аспарагін

P: Пролін

Q: Глутамін

R: Аргінін

S: Серин

T: Треонін

V: Валін

W: Триптофан

Задіяний у таких біологічних процесах, як транспорт, транспорт кисню. 
Білок має сайт для зв'язування з іонами металів, іоном заліза, гемом. 